# Bleiberger Fabrik

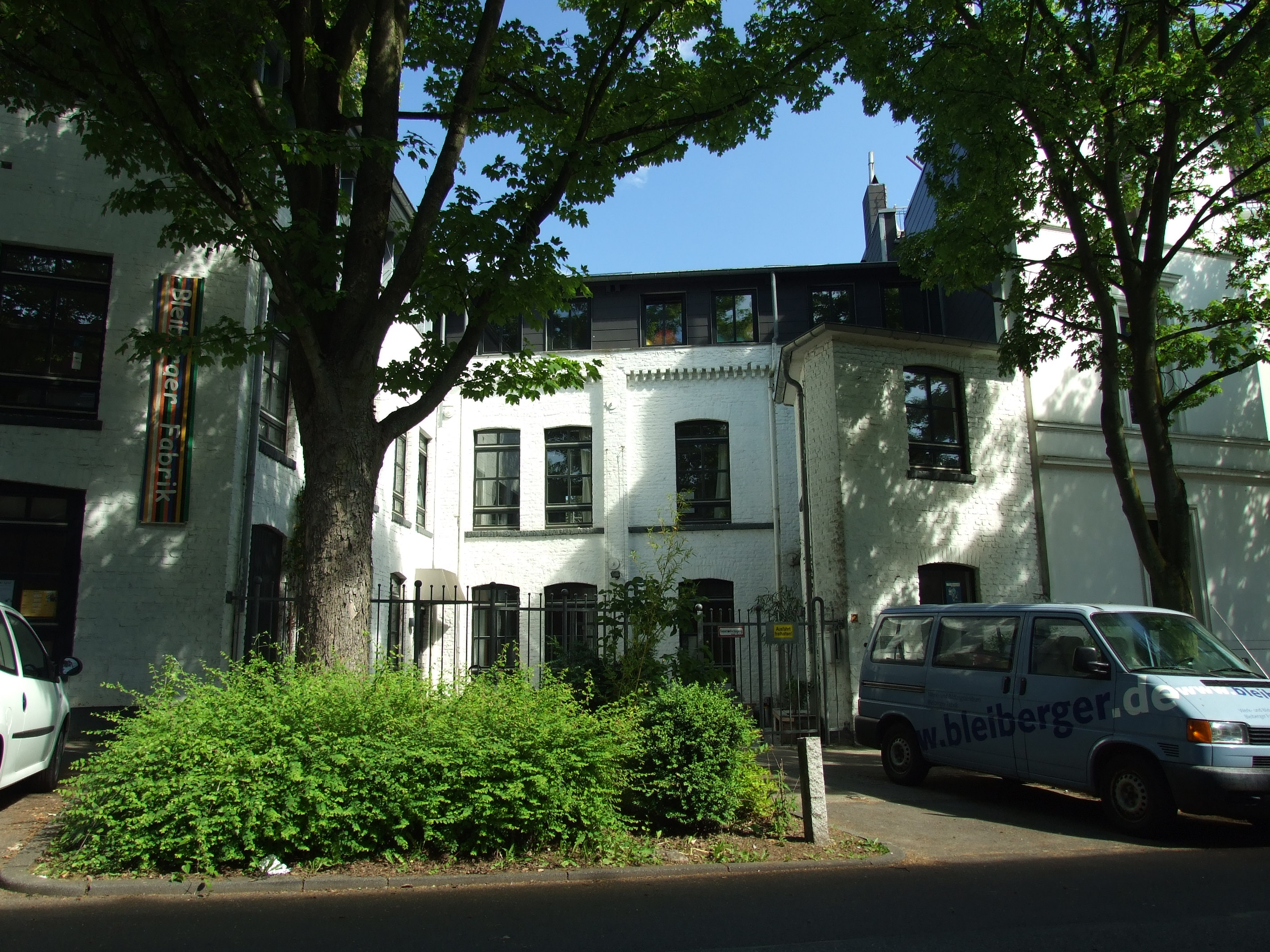
Eingang der Bleiberger Fabrik

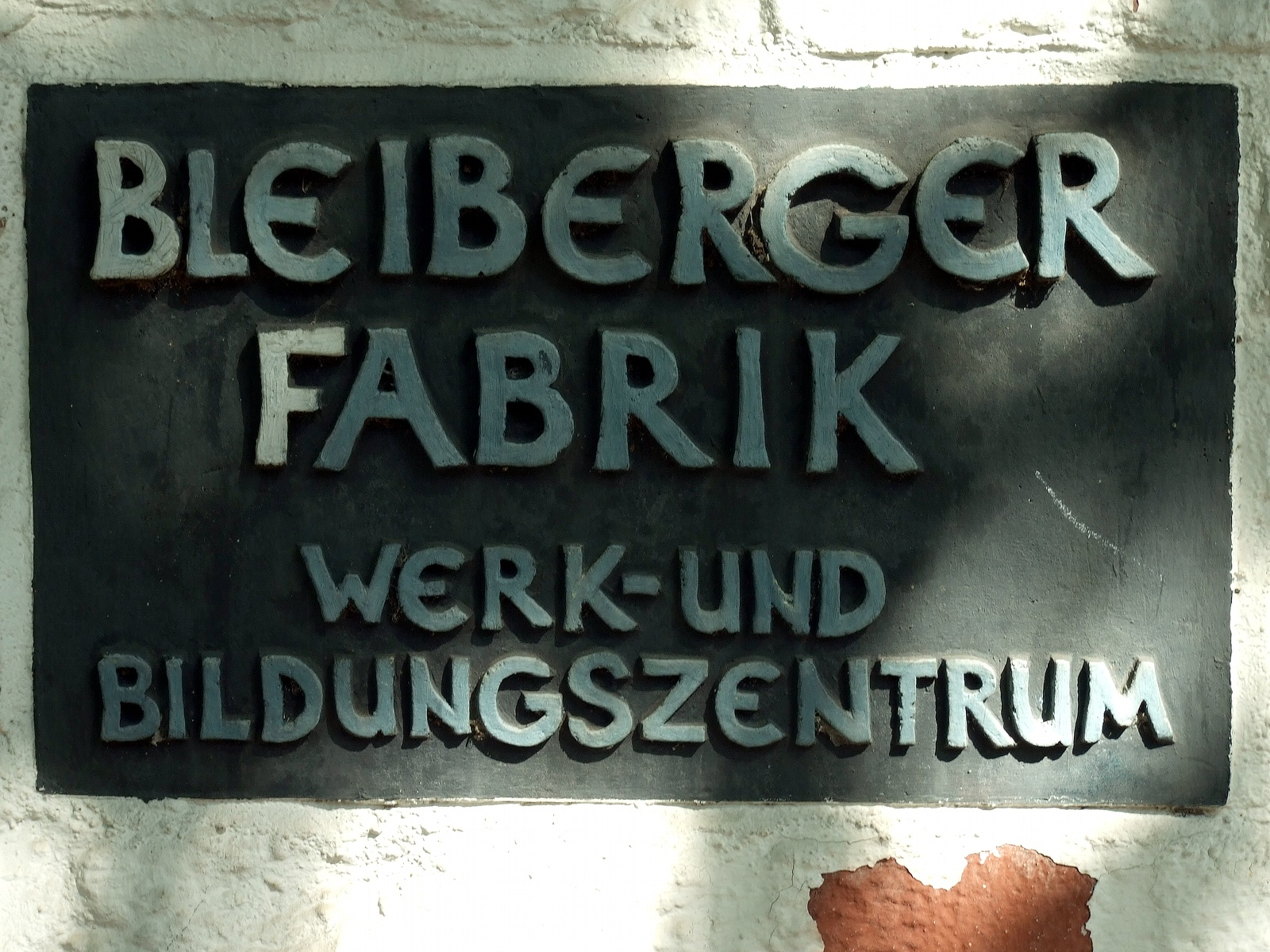
Schild am Tor

Die Bleiberger Fabrik ist ein ehemaliges Fabrikgebäude in Aachen, das heute eine Bildungseinrichtung beheimatet.

## Geschichte
1881 wurde das Fabrikgebäude für die Spinnölfabrikation der Firma Detilleux erbaut. Der Name Bleiberger Fabrik basiert auf der Lage des Gebäudes in der Bleiberger Straße.
In seiner über 100-jährigen Geschichte hat das Gebäude unterschiedliche Handwerksbetriebe beherbergt, darunter von etwa 1925 bis 1936 die Feuerspritzenfabrik Jos. Beduwe, Aachen, und ist mehrmals an- und umgebaut worden. 1979 kaufte das Jugendwerk für internationale Zusammenarbeit e. V. das Haus und sanierte den alten Baubestand umfassend. Heute ist die Bleiberger Fabrik ein altes Gemäuer mit viel Charme und Atmosphäre, dessen großzügig ausgestattete Räume dazu einladen, kreativ zu arbeiten.
Das ehemalige Fabrikgebäude wurde vom Jugendwerk für internationale Zusammenarbeit e. V. mit Unterstützung vieler Freunde und Förderer 1980 erworben und renoviert. Jesuitenpater Erich Lennartz schuf damit die Basis zur musisch-kreativen Bildungsarbeit für Kinder, Jugendliche und Erwachsene. Diese Arbeit wird vom Bildungswerk Carolus Magnus e. V., der Jugendkunstschule in der Bleiberger Fabrik und den Jugendverbänden der Gemeinschaft Christlichen Lebens (J-GCL) getragen und durchgeführt.
Bis zu ihrem Wechsel in das Amt der Oberbürgermeisterin der Stadt Aachen war Sibylle Keupen über 25 Jahre lang dort tätig, zuletzt als Geschäftsführerin.

## Aufgaben
Seit den 1980er Jahren bietet die Bleiberger Fabrik einen Kultur- und Erlebnisraum für Kinder, Jugendliche und Erwachsene.
Mit der Bildungseinrichtung und deren Atmosphäre laden die Betreiber dazu ein, kreativ zu werden und die eigenen Möglichkeiten zu entdecken oder neu zu erleben. Die Angebotspalette reicht von spielerischen Kursen für Kleinkinder über kreativen Tanz bis hin zu Mal-, Zeichen- und Modellier-Kursen für Erwachsene.
Die „Bleiberger“, wie sie in Kurzform genannt wird, stellt den Menschen mit seinen Bedürfnissen und Wünschen nach Ausdruck und Gestaltung seiner Umwelt in den Mittelpunkt ihrer Arbeit. Das Haus mit seiner offenen, teilweise nicht geordneten Umgebung lässt Freiraum für individuelle Entfaltung und regt dazu an, aus althergebrachten Mustern auszubrechen, Experimente zu wagen und so den eigenen künstlerischen Ausdruck zu entwickeln.

## Nutzung
Außerhalb der Schulferien in Nordrhein-Westfalen wird das Gebäude für Kurse und Workshops des Bildungswerkes Carolus Magnus e. V. genutzt. In allen Schulferien (außer den Sommerferien) finden die Musisch-kreativen Werkwochen der J-GCL dort ein Zuhause.

### Die Musisch-kreativen Werkwochen
Die Musisch-kreativen Werkwochen sind eine Veranstaltung der J-GCL. Sie finden in der Bleiberger Fabrik statt.

#### Geschichte
Die Musisch-kreativen Werkwochen wurden 1965 von Jesuitenpater Erich Lennartz und einigen Mitarbeitern der Katholischen Studierenden Jugend (KSJ) ins Leben gerufen. Heute werden sie von den Jugendverbänden der Gemeinschaften Christlichen Lebens veranstaltet. In ihrer 45-jährigen Geschichte nahmen über 70.000 Kinder und Jugendliche an den „Werkwochen“, wie sie kurz genannt werden, teil.
Im Herbst 2010 feiern die Werkwochen ihr 500. Jubiläum. Hierzu werden etwa 500 Teilnehmer aus ganz Deutschland und den angrenzenden Nachbarstaaten erwartet. Um dieser Masse an Kindern und Jugendlichen gerecht zu werden, wird der Veranstaltungsort in die Maria-Montessori-Gesamtschule Aachen verlegt. Den feierlichen Abschluss findet die Veranstaltung mit einem Gottesdienst im Aachener Dom und einem Festakt im Theater Aachen, zu dem über 1.000 Besucher aus Politik, Bildungswesen und Wirtschaft erwartet werden.

#### Hintergrund
Begleitet wurde die Gründung der Werkwochen von den kritischen Diskussionen der traditionellen schulischen Lerninhalte in allen gesellschaftlichen Bereichen und der politischen Aufbruchstimmung in den Endsechzigern. Mit kreativen Medien sollte das kopflastige schulische Lernen durch eine unmittelbare sinnliche Auseinandersetzung ersetzt werden. Der schöpferische Prozess bot zudem vielfältige Ansatzpunkte für einen persönlichkeitsbildenden Lernprozess in der Gruppe.

#### Angebot
Die Werkwochen finden in allen Schulferien statt. Angeboten wird jeweils eine vier- oder fünftägige Ferienmaßnahme mit oder ohne Übernachtung. Im Rahmen dieses Programms steht das Werken mit verschiedenen Materialien, Medien und darstellenden Künsten im Vordergrund. Grundlage für das Werken bildet das Schriftstück „Der Spielende Mensch“ von Jesuitenpater Erich Lennartz. Er beruft sich darauf, dass der Mensch im Handeln und Tun zu sich selber findet.
Das Angebot der Werkwochen teilt sich in die Bereiche „Werken & Formen“, „Entwerfen & Gestalten“, „Entwickeln & Darstellen“ und „Spielen & Bewegen“. Innerhalb einer Werkwoche kommt der Grundgedanke der freien Wahl von Kursen und Workshops zum Tragen, so dass jedes Kind ausprobieren kann, worauf es gerade Lust hat – ganz entgegen den bekannten Lernstrukturen des schulischen Systems.
Neben dem Werkangebot findet ein Freizeitangebot statt, das von der klassischen Singrunde am Lagerfeuer über Nachtwanderungen und Freibadbesuche bis hin zur Disco reicht.

#### Mitarbeiter
Eine Gruppe von über 60 aktiven und inaktiven ehrenamtlichen Mitarbeitern ist für die Durchführung der Werkwochen zuständig. Aus ihren Reihen heraus wird eine sog. Diözesanleitung gewählt, die für die Koordination der Ehrenamtlichen zuständig ist und die Verantwortung für die Veranstaltung trägt.
Verantwortlich für das Werkangebot sind externe Referenten.

#### Veranstaltungsort
Grundsätzlich werden die Werkwochen tagsüber in der Bleiberger Fabrik durchgeführt. Eine Übernachtung findet in der Jugendbildungsstätte Rolleferberg des  Bundes der Deutschen Katholischen Jugend (BDKJ) in Aachen statt. In den Sommerferien werden die Werkwochen im sporadischen Wechsel gänzlich in der Jugendbildungsstätte oder auf der Wildenburg in Hellenthal durchgeführt.

### Jugendkunstschule in der Bleiberger Fabrik
Die Jugendkunstschule in der Bleiberger Fabrik ist eine von 60 Einrichtungen, die sich in der Landesarbeitsgemeinschaft Kulturpädagogische Dienste und Jugendkunstschulen NRW e. V. zusammengeschlossen haben. Zentrales Ziel der Jugendkunstschulen ist die Förderung der künstlerisch-kulturellen Eigentätigkeit und Ausdrucksfähigkeit bei Kindern und Jugendlichen. Jugendkunstschulen richten ihre Angebote an junge Menschen aus allen sozialen Schichten. Leiter ist seit 2015 Axel Jansen aus Würselen.

### Bildungswerk Carolus Magnus e. V.
Für die Erwachsenen- und Weiterbildung in der Bleiberger Fabrik ist das Bildungswerk Carolus Magnus e. V. zuständig. Es ist anerkannte Einrichtung der Weiterbildung in NRW und führt alle Kurse außerhalb der Schulferien durch.

## Kooperationen

### Aachener Sommerakademie
In jedem Jahr veranstaltet die Bleiberger Fabrik in Kooperation mit der Akademie für Handwerksdesign Gut Rosenberg die Aachener Sommerakademie. Hierzu sind Kunstschaffende und alle an Kunst und Design Interessierten aus Deutschland, aber auch aus den euregionalen Nachbarländern eingeladen. In fünftägigen Workshops vermitteln Künstler aus der Euregio den Interessierten aus der beruflichen Bildung, aus dem Handwerk und der freien künstlerischen Praxis Grundkenntnisse der künstlerischen Arbeit, künstlerische Techniken und Inhalte. Ein zentrales Element der Workshops ist die Diskussion unter den Seminarteilnehmern über Bildende Kunst und die unterschiedlichen Positionen, die die Künstler darin vertreten.